# Dia de Portugal

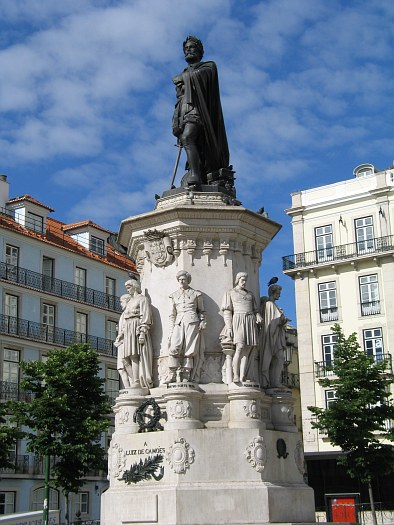
Denkmal von Luís de Camões in Lissabon

Der Dia de Portugal, de Camões e das Comunidades Portuguesas (deutsch Tag von Portugal, Camões und den portugiesischen Gemeinden), kurz Dia de Portugal (deutsch Portugal-Tag), ist der portugiesische Nationalfeiertag, der jedes Jahr am 10. Juni begangen wird. Das Datum bezieht sich auf den Todestag des Nationaldichters Luís de Camões, der das Nationalepos Die Lusiaden schrieb.

## Geschichte
Eine Woche nach Proklamation der Ersten Portugiesischen Republik wurde am 12. Oktober 1910 ein Dekret veröffentlicht, mit dem die nationalen Feiertage neu organisiert werden sollten. Dabei wurden im Rahmen der Säkularisation einige Feiertage gestrichen, gleichzeitig erhielten alle Municípios die Möglichkeit, angepasst an die örtlichen Traditionen und Festlichkeiten einen eigenen Feiertag zu bestimmen. In der Stadt Lissabon wurde zu Ehren von Luís de Camões der 10. Juni gewählt. Republikanische Kräfte Lissabons versuchten damit die Popularität der zeitlich nahen Feierlichkeiten zu Ehren des Schutzheiligen Antonius am 13. Juni zu senken.
Während des autoritären Estado Novo wurde der 10. Juni von Diktator Salazar zu Ehren der portugiesischen Opfer der Kolonialkriege unter dem Namen „Tag von Camões, Portugal und der portugiesischen Rasse“ zum Nationalfeiertag erhoben. Nach der Nelkenrevolution erhielt der Feiertag den heutigen Namen. Dazu wurde der Rassebegriff mit einem Verweis auf die portugiesische Diaspora ersetzt, in der der Dia de Portugal heute überall auf der Welt von Portugiesen gefeiert wird.